# Willys (bil)
Willys var ett amerikanskt bilmärke som tillverkades i Toledo, Ohio mellan 1908 och 1963.

## Historia

### 1908-1932
John N. Willys köpte biltillverkaren Overland 1907. Året därpå döptes företaget om till Willys-Overland Co. Företagets enklare modeller behöll namnet Overland, medan de dyrare bilarna nu kallades Willys. Från 1913 tillverkades även bilar med Charles Knigths motor med slidventiler under namnet Willys-Knight. Willys vidareutvecklade slidventilmotorn och tog ut ett flertal patent genom åren. 1926 ersattes Overland av det nya märket Whippet. Willys drabbades, som så många andra biltillverkare, hårt av depressionstiden i början av 1930-talet och 1932 sattes företaget under tvångsförvaltning och all tillverkning stoppades.

### 1933-1963
Efter en rekonstruktion startade Willys åter produktionen 1933. Företagets enda modell, Willys 77, var en liten fyrcylindrig bil som ersatte den äldre Whippet. Modellen vidareutvecklades under resten av trettiotalet, fram tills andra världskriget satte stopp för produktionen. Under kriget byggde Willys, tillsammans med Ford, stora mängder jeepar till den amerikanska krigsmakten.
Efter kriget fortsatte Willys tillverka jeepar och förutom den militära versionen tillkom flera civila varianter, bland annat en stationsvagn. Först 1952 återkom en personbil på programmet. Willys Aero var en liten kompakt bil som såldes med fyr- eller sexcylindrig motor. 1953 köptes Willys upp av Kaiser och företaget döptes om till Kaiser-Willys Corp. 1955 lades tillverkningen av Aero-modellen ner och flyttades till Willys Overland do Brasil, där den fortsatte att tillverkas i vidareutvecklad form fram till 1970-talet, då Willys brasilianska dotterbolag köpts upp av Ford.
Efter 1955 koncentrerade sig Kaiser-Willys på att bygga olika varianter på jeepen. 1963 bytte företaget namn till Kaiser-Jeep Corp. Namnet Willys försvann och Jeep blev ett eget bilmärke.

## Galleri

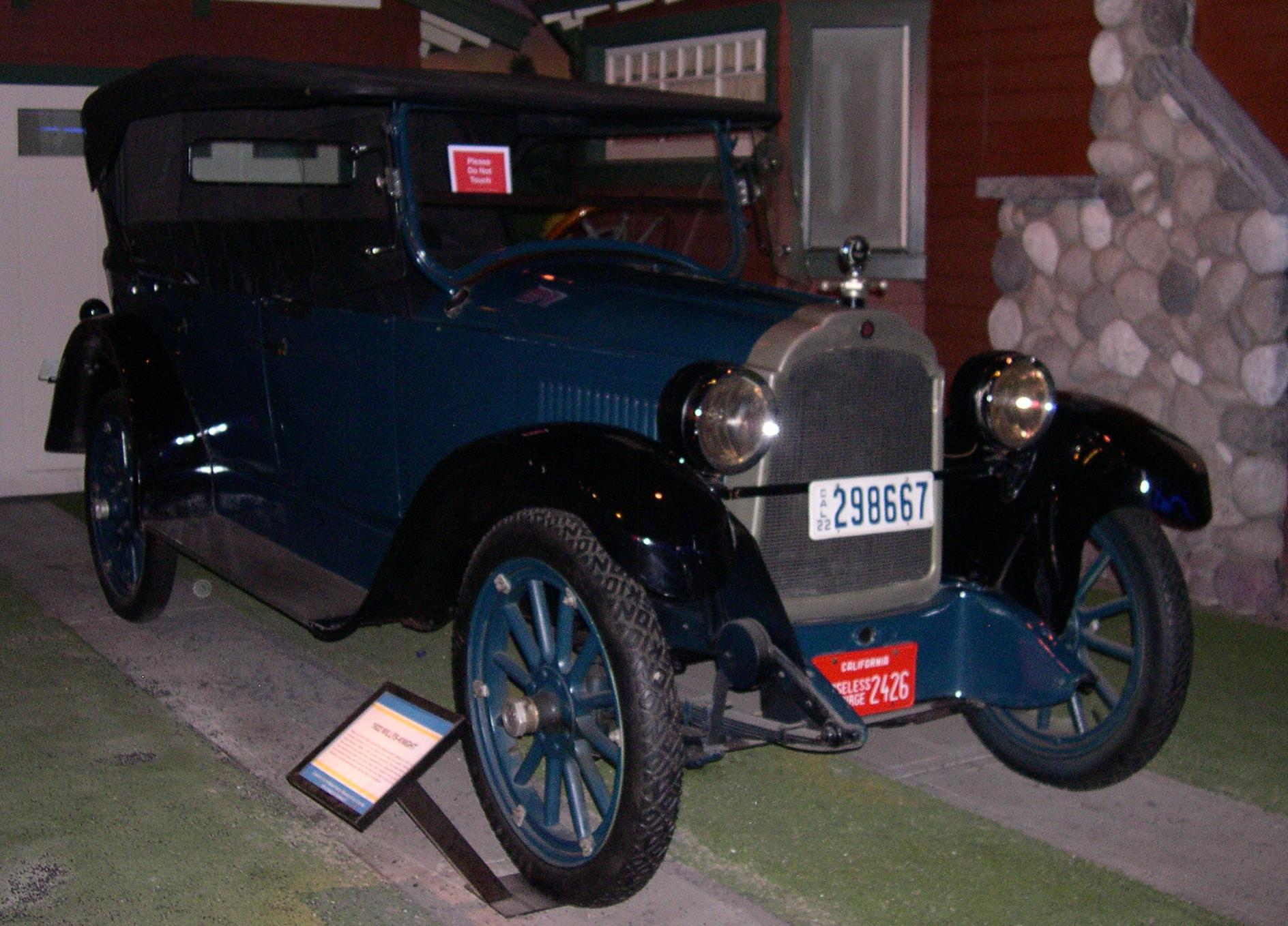
Willys-Knight Model 20 1922
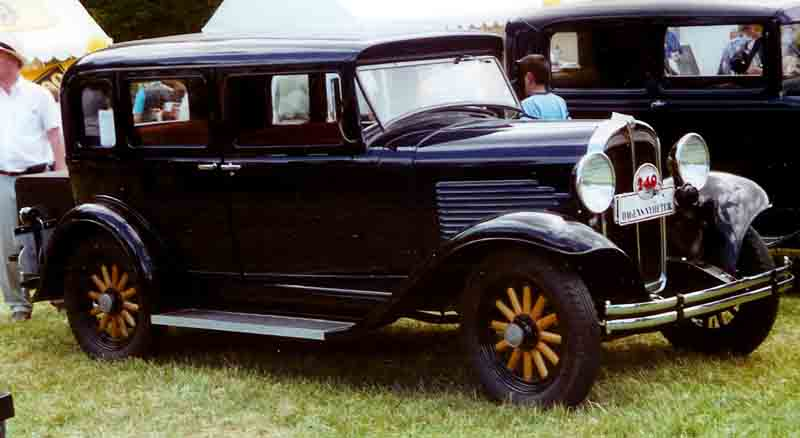
Willys Model 97 1931
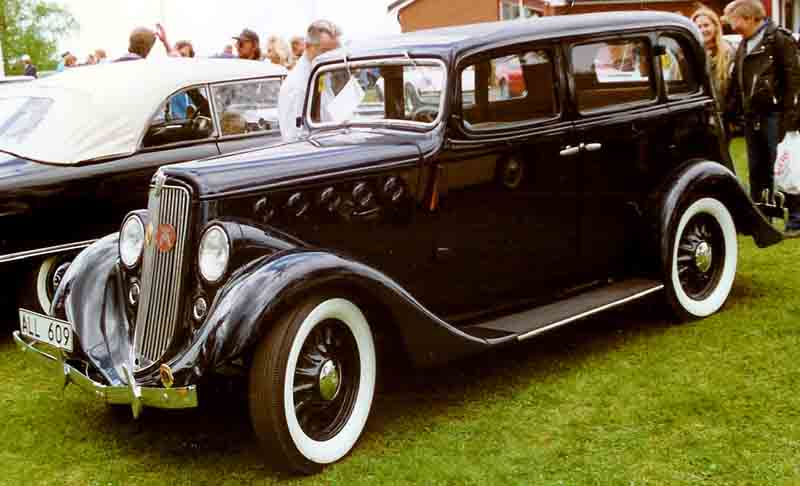
Willys 77 1936
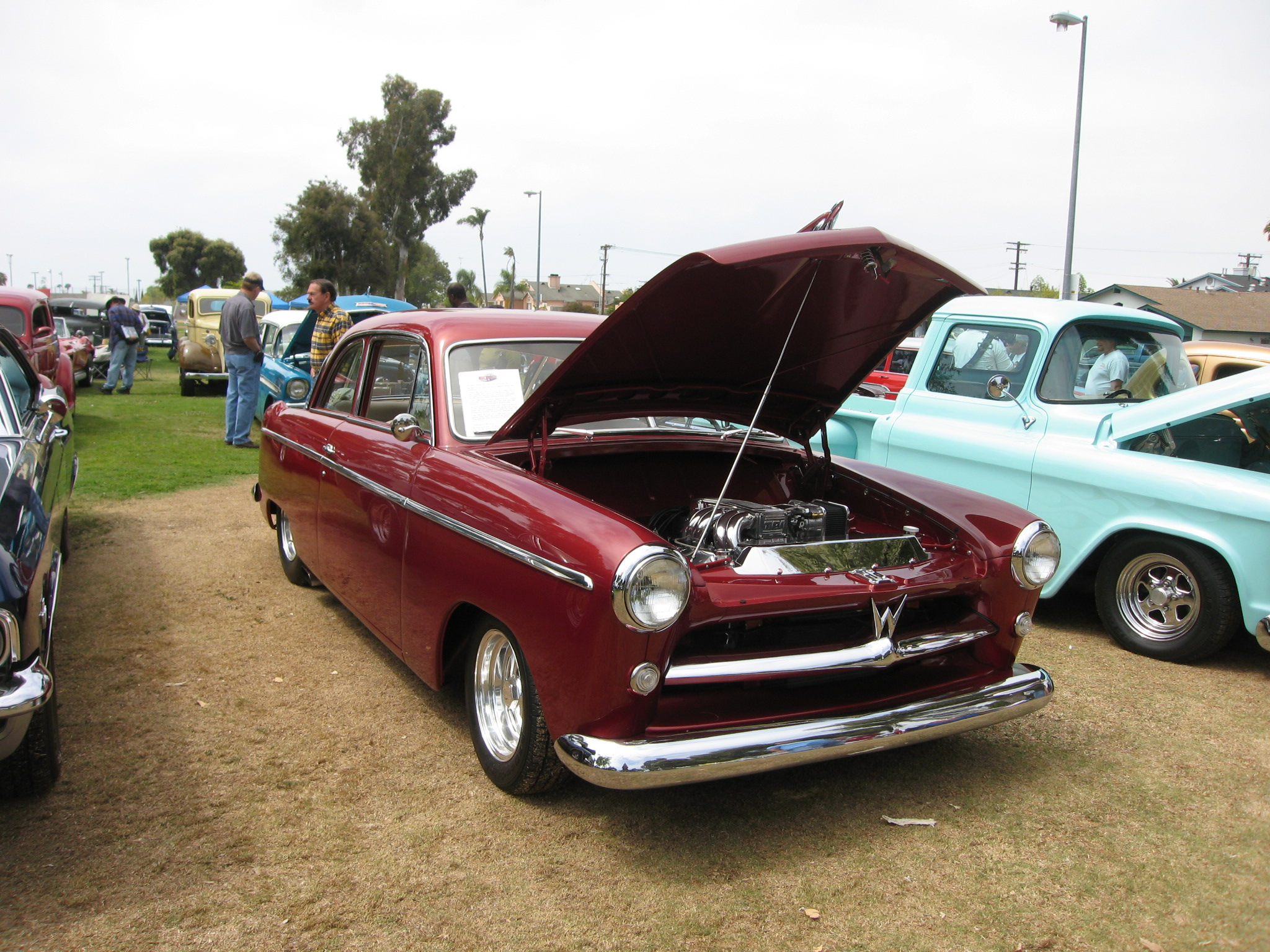
Willys Aero 1952, ej original.